# São Vicente da Estrela
São Vicente da Estrela é um distrito do município brasileiro de Raul Soares, Minas Gerais.

## História
1870: Tem-se notícia do primeiro morador, José Cupertino Pinto.
1922: Os herdeiros de José Cupertino Pinto doaram as terras do patrimônio.
1920: Padre Cícero Carlos do Couto celebrou a primeira missa.
1926: Chegada da Igreja Assembleia de Deus.
1947: Conflito entre católicos e evangélicos em relação ao cemitério local.
1949: O cartório de registro civil foi instalado.
1952: Iniciou-se a construção da igreja católica sob a liderança de padre João Nonato do Amaral.
1954: Dom João Batista Cavati, bispo de Caratinga, provisionou a capela.
Foi o lar do vereador mais eleito do Brasil, Joaquim Mariano de Souza, conhecido como Joaquim Fragoso, com 12 mandatos consecutivos.

## Educação
O setor da educação é atendido pela Escola Estadual Doutor Luiz Martins Soares.
Diretoras: 
1959: Terezinha de Castro
1960: Erly de Sales Rodrigues
1963: Eunice de Souza Zoqbi
1965: Fe da Cunha Pinto
1966: Aparecida de Oliveira
1968: Margarida Pereira Campos
1971: Derly Faria de Souza
1983: Raquel Pereira de Melo
1988: Edith Maria Galdino
1992: Maria da Consolação de Souza
2004: Ana Maria Meneses de Oliveira
2008: Maria da Consolação de Souza Santana
2016:Ana Maria Resende Santo